# La Soledad de Santa Ana
La Soledad de Santa Ana är en ort i Mexiko.   Den ligger i kommunen Puruándiro och delstaten Michoacán de Ocampo, i den centrala delen av landet, 260 km väster om huvudstaden Mexico City. La Soledad de Santa Ana ligger 1 720 meter över havet och antalet invånare är 904.
Terrängen runt La Soledad de Santa Ana är kuperad åt sydost, men åt nordväst är den platt. Runt La Soledad de Santa Ana är det ganska tätbefolkat, med 104 invånare per kvadratkilometer. Närmaste större samhälle är Huanimaro, 10,9 km norr om La Soledad de Santa Ana. Trakten runt La Soledad de Santa Ana består till största delen av jordbruksmark.